# Delta (Dúné-album)
 For alternative betydninger, se Delta. (Se også artikler, som begynder med Delta)
Delta er det fjerde studiealbum fra det danske elektro-rock-band Dúné, der udkom den 23. september 2016 på Universal. Det er Dúnés første album som trio, efter guitarist Danny Jungslund valgte at stoppe i bandet på ubestemt tid i 2014. Gruppen har udtalt at, "Delta er historien om en ung mands forsøg på at navigere i forhold, frihed og fristelser i den moderne verden. Med svingende held. Delta er lyden, der skal tage Dúné ind i en ny æra og langt ind i fremtiden". Under arbejdet med albummet skrev gruppen over 100 sange, og endte med at kassere et helt album da Dúné ønskede "at tage vores lyd i en ambitiøs og kompromisløs ny retning".
Lyden på Delta er mindre rock'et end tidligere udgivelser og er ifølge forsanger Mattias Kolstrup "meget mere poppet, end det plejer at være". Albummet er produceret af Ole Bjórn hvilket har været med til "at bringe Dúné ind i en ny tid og en ny virkelighed" ifølge Kolstrup.

## Spor
| #   | Titel                           | Sangskriver(e)                                                                                         | Producer(e)               | Længde |
| --- | ------------------------------- | --- | ------------------------- | ------ |
| 1.  | "Hedonism"                      | Ole Bjørn Heiring Sørensen, Mattias Kolstrup, Piotrek Wasilewski, Andreas Krüger, Viktoria Siff Hansen | Ole Bjórn, Andreas Krüger | 3:45   |
| 2.  | "Say Anything" (featuring Drew) | Sørensen, Kolstrup, Wasilewski, Drew                                                                   | Ole Bjórn                 | 3:40   |
| 3.  | "Searching for a Party"         | Sørensen, Kolstrup, Wasilewski, Mattis Jakobsen, Ole Brodersen                                         | Ole Bjórn, Ndustry        | 3:35   |
| 4.  | "Never Be Alone"                | Sørensen, Kolstrup, Wasilewski                                                                         | Ole Bjórn                 | 3:53   |
| 5.  | "We Are the Ones"               | Sørensen, Kolstrup, Wasilewski, Viktoria Siff Hansen                                                   | Ole Bjórn                 | 3:25   |
| 6.  | "Lose My Way"                   | Sørensen, Kolstrup, Wasilewski, Alexander Schöld, Gavin Jones                                          | Ole Bjórn                 | 3:38   |
| 7.  | "Fall Back"                     | Sørensen, Kolstrup, Wasilewski, Lauren Dyson, Martin Hansen                                            | Ole Bjórn                 | 4:15   |
| 8.  | "What are You Waiting For?"     | Sørensen, Kolstrup, Wasilewski, Andreas Roos                                                           | Ole Bjórn, Roos           | 3:54   |
| 9.  | "Trying to Get to You"          | Sørensen, Kolstrup, Wasilewski, Thomas Stengaard, Engelina Andrina                                     | Ole Bjórn, Stengaard      | 3:36   |
| 10. | "Unstoppable"                   | Sørensen, Kolstrup, Wasilewski, Jakobsen                                                               | Ole Bjórn                 | 3:42   |

| 11. | "Fall Back" (featuring Oh Land) | Sørensen, Kolstrup, Wasilewski, Lauren Dyson, Martin Hansen | Ole Bjórn | 3:57 |